# Aeroporto Internacional de Aktau
Aeroporto Internacional de Aktau (IATA: SCO, ICAO: UATE), anteriormente Shevchenko-Central, é um aeroporto internacional na região de Mangystau, Cazaquistão. É o principal aeroporto internacional que serve a cidade de Aktau. O aeroporto é o oitavo maior porto de embarque internacional de passageiros para a Ásia Central, o 50º aeroporto mais movimentado nos estados pós-soviéticos e o quarto aeroporto mais movimentado no Cazaquistão. Está localizado 21 quilômetros a noroeste de Aktau. O aeroporto possui um terminal de passageiros e uma pista.
Em 25 de dezembro de 2024, o voo 8243 da Azerbaijan Airlines, um jato Embraer 190, caiu perto do aeroporto enquanto tentava um pouso de emergência, matando 38 dos 67 ocupantes a bordo, deixando o restante ferido.